# Diplobryum vientianense
Diplobryum vientianense là một loài thực vật có hoa trong họ Podostemaceae. Loài này được M.Kato & Fukuoka mô tả khoa học đầu tiên năm 2002.